# 1998 في إيطاليا
فيما يلي قوائم الأحداث التي وقعت خلال عام 1998 في إيطاليا.

## سياسة

### تعيين في المنصب
- 21 أكتوبر – سيرجيو ماتاريلا نائب رئيس مجلس الوزراء الإيطالي [الإنجليزية]‏.
- 21 أكتوبر – ماسيمو داليما رئيس وزراء إيطاليا.

### انتهاء فترة المنصب
- 21 أكتوبر – جورجو نابوليتانو وزير الداخلية الإيطالي ‏.
- 21 أكتوبر – رومانو برودي رئيس وزراء إيطاليا.

## رياضة
- 1 يناير – ميلان-سان ريمو 1998 الفائزون إريك تسابل، فريديريك مونكاسين، إيمانويل ماجنين.

## أفلام
من الأفلام التي صدرت هذه السنة في إيطاليا:
- 1 يناير – الكمان الأحمر من إخراج فرانسوا جيرارد.
- 28 أكتوبر – الأسطورة 1900 من إخراج جيوزبي تورنتوري.
- 20 ديسمبر – الحياة جميلة من إخراج روبيرتو بينيني.

## مواليد

### يناير
- 3 يناير – باتريك كوتروني لاعب كرة قدم إيطالي.
- 8 يناير – مانويل لوكاتيلي لاعب كرة قدم إيطالي.

### يونيو
- 15 يونيو – هاشم مستور لاعب كرة قدم مغربي.
- 24 يونيو – نيكولو زانيلاتو لاعب كرة قدم إيطالي.

### أكتوبر
- 10 أكتوبر – فابيو دي جيانانتونيو متسابق دراجات نارية إيطالي.

## وفيات

### مايو
- 28 مايو – جيوفاني فالتي (مواليد 1913) درّاج طريق إيطالي.

### يونيو
- 30 يونيو – جورجيو كاربي (مواليد 1908) لاعب كرة قدم إيطالي.

### يوليو
- 8 يوليو – ليلي ألفاريث (مواليد 1905) لاعبة كرة مضرب إسبانية.

### سبتمبر
- 9 سبتمبر – لوتشو باتيستي (مواليد 1943) مغني إيطالي.
- 30 سبتمبر – برونو موناري (مواليد 1907)

### أكتوبر
- 30 أكتوبر – غويدو دي سانتي (مواليد 1923) درّاج طريق إيطالي.